# Dante Fowler
Dante Fowler Jr. (San Petersburgo, Florida, 3 de agosto de 1994), más conocido como Dante Fowler, es un jugador profesional estadounidense de fútbol americano que se desempeña en la posición de linebacker en Washington Commanders, equipo de la National Football League (NFL).

## Carrera
Fue seleccionado en la primera ronda en la Reunión Anual de Selección de Jugadores de la NFL de 2015. En 2016, hizo su debut profesional con el equipo Jacksonville Jaguars, en el cual jugó tres temporadas (2016-2018), después pasó a Los Angeles Rams (2018-2020), luego a Atlanta Falcons (2020-2022), posteriormente a Dallas Cowboys (2022-2024), y finalmente a Washington Commanders.